# Сторонець (річка)
Сторонець — річка в Україні, в межах Путильського району Чернівецької області. Ліва притока Путилки (басейн Пруту).

## Опис
Довжина 12 км, площа водозбірного басейну 26,9 км². Похил річки 49 м/км. Долина вузька і глибока, у верхній течії V-подібна. Річище слабозвивисте.

## Розташування
Сторонець бере початок на південь від села Рижа. Тече між горами північної частини масиву Яловичорські гори спершу переважно на північ, у пониззі — на північний схід. Впадає до Путилки в центральній частині смт Путили. 
Над річкою розташовані села Рижа, Гробище (частково) і смт Путила.

## Притоки
- Галичин (ліва).